# Latter Day Saints’ Messenger and Advocate

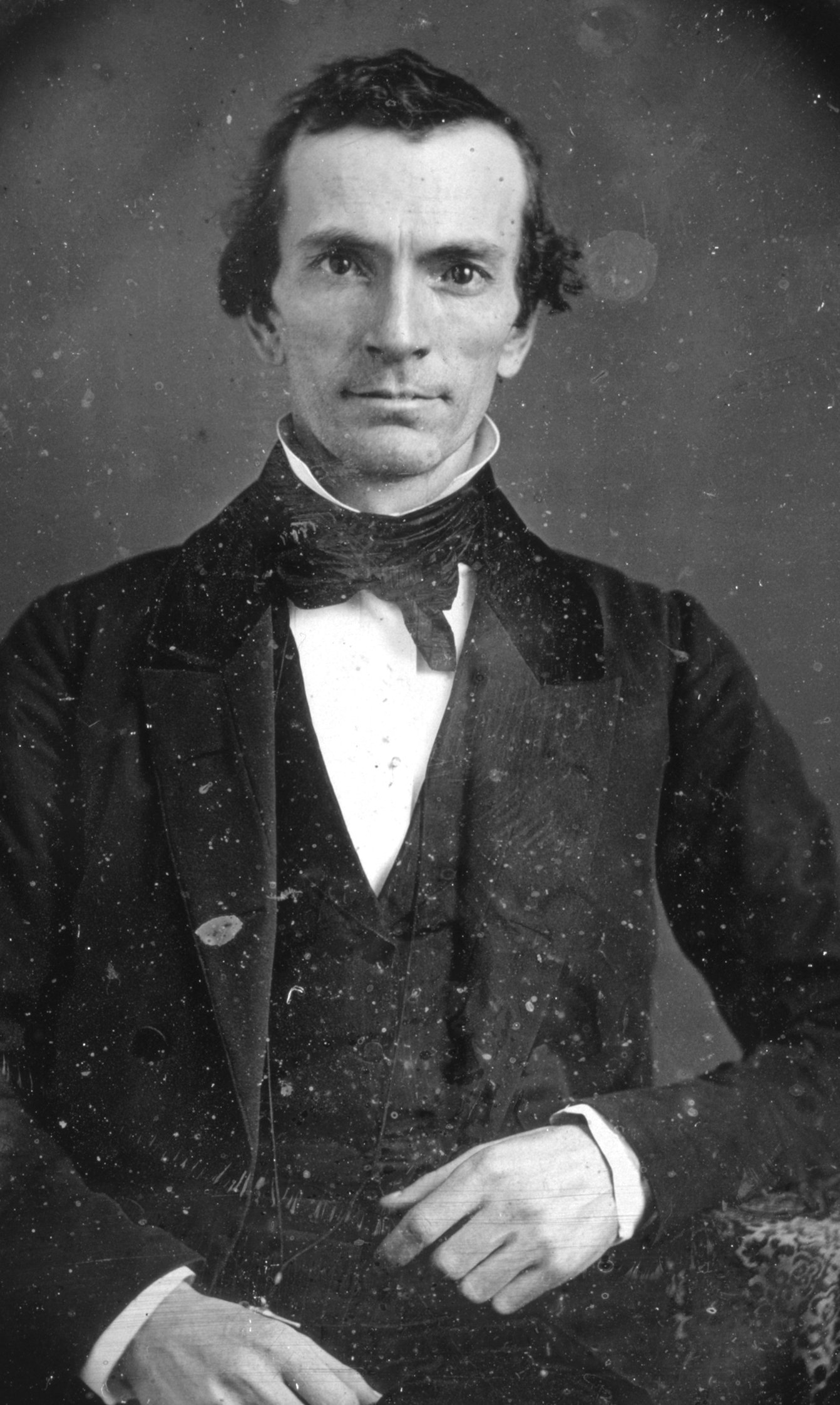
Oliver Cowdery, jeden z redaktorów „Latter Day Saints’ Messenger and Advocate”

Latter Day Saints’ Messenger and Advocate – amerykański miesięcznik, w okresie swej publikacji faktyczny organ prasowy Kościoła Jezusa Chrystusa Świętych w Dniach Ostatnich.

## Tło
Powstanie i funkcjonowanie „Latter Day Saints’ Messenger and Advocate” należy rozpatrywać w kontekście sytuacji na amerykańskim rynku prasowym w latach 30. XIX wieku. Jak zauważył w swoich badaniach Frank L. Mott gazety o tematyce religijnej cieszyły się wówczas znaczącą popularnością. W Stanach Zjednoczonych ukazywało w tamtym czasie około stu pism powiązanych z rozmaitymi kościołami. Richard Bushman wskazał z kolei, że między 1790 a 1830 pojawiło się w USA blisko 600 czasopism religijnych. Miały one wszelako niewielki nakład oraz równie niewielką liczbę stałych czytelników.
Największa ówcześnie amerykańska gazeta o świeckiej tematyce, „New York Courier and Enquirer” wychodziła w nakładzie 4500 egzemplarzy. Zaledwie kilka innych miało nakład przewyższający 2000 egzemplarzy. Średni nakład świeckiego amerykańskiego pisma wynosił wówczas około 1000 kopii. Na tym tle średni nakład „Latter Day Saints’ Messenger and Advocate”, około 1500 egzemplarzy, zdecydowanie się wyróżnia i jest zaskakująco wysoki.

## Historia i tematyka pisma
Ukazywał się między październikiem 1834 a wrześniem 1837 w Kirtland w stanie Ohio. Zastąpił wychodzący do września 1834 „The Evening and the Morning Star”. Pojawiło się łącznie trzydzieści sześć jego numerów, każdy liczący szesnaście stron drukowanego w dwóch kolumnach tekstu. Ostatni numer roku zawierał poza tym indeks poruszonych w poprzednich miesiącach kwestii. Roczna subskrypcja kosztowała czytelnika jednego ówczesnego dolara amerykańskiego, płaconego z góry. Jednocześnie, każdy kto nakłonił dziesięciu czytelników do zakupu subskrypcji otrzymywał darmową roczną prenumeratę.
Pierwotnie redagowany przez Olivera Cowdery’ego (od października 1834 do maja 1835 oraz ponownie od kwietnia 1836 do stycznia 1837). Następnie odpowiedzialność za pismo przejął John Whitmer (od czerwca 1835 do marca 1836). Ostatnim redaktorem miesięcznika był Warren A. Cowdery, brat Olivera (od lutego do września 1837).
Poruszana przezeń tematyka w naturalny sposób była ściśle związana z mormonizmem. Wśród publikujących na jego łamach znalazły się kluczowe postacie we wczesnej historii Kościoła, chociażby Joseph Smith, Sidney Rigdon, W.W. Phelps, John Whitmer, Oliver Cowdery czy różni członkowie Kworum Dwunastu Apostołów. Numery z lutego i marca 1837 wskazywały na Josepha Smitha oraz Sidneya Rigdona jako wydawców. W kwietniu 1837 drukarnię przekazano Williamowi Marksowi, który został jednocześnie uznany za wydawcę. Za wydawanie pisma odpowiadał także Frederick G. Williams.
Celem pisma miało być przekazywanie przesłania Kościoła jak również jego obrona. Kontynuowano na jego łamach tematy podejmowane wcześniej w „The Evening and the Morning Star”. Publikowano w nim materiały poświęcone historii Kościoła, wykorzystywane przez świętych w dniach ostatnich hymny, informacje dotyczące świątyni mormońskiej w Kirtland czy listy opisujące działalność misyjną Kościoła. Miesięcznik wykorzystywano także do propagowania mormońskiej doktryny, publikowania nekrologów czy ogłoszeń o zawieranych związkach małżeńskich.
Ostatnie dwa numery gazety, z sierpnia 1837 oraz września 1837 zapowiadały pojawienie się kolejnego w praktyce oficjalnego pisma kościelnego, mianowicie „Elders’ Journal of The Church of Latter Day Saints”. Za ów nowy tytuł ogólną odpowiedzialność redakcyjną przejął już bezpośrednio prezydent Kościoła Joseph Smith.

## Odbiór
Jakkolwiek trudno jest jednoznacznie ocenić wpływ miesięcznika na czytających go wiernych można założyć, że cieszył się on wśród nich znaczną popularnością. Władze naczelne Kościoła dbały o jego publikację pomimo znacznych trudności i prześladowań, co wskazuje na wagę jaką wcześni mormońscy przywódcy przykładali tak do tej konkretnej gazety, jak i do obecności medialnej młodej wspólnoty jako takiej.
Odegrał znikomą rolę w walce z treściami publikowanymi przez przeciwników Kościoła. Współczesna mu amerykańska i kanadyjska prasa rzadko wspominała o mormońskich gazetach jako takich.

## Znaczenie
„Messenger and Advocate” pozostaje podstawowym źródłem dla historyków badających mormonizm z okresu, w którym siedziba Kościoła znajdowała się w Ohio. Publikowane w nim materiały dosyć dobrze odzwierciedlają intelektualny ferment towarzyszący wówczas tej młodej tradycji religijnej. Pismo ma też ogromną wartość dokumentacyjną. W pierwszych trzynastu jego numerach odnaleźć choćby można serię listów Olivera Cowdery'ego do W.W. Phelpsa. Zawierają one pierwszy znany opublikowany opis samych narodzin mormonizmu.

## Obecność w mormońskiej kulturze
„Latter Day Saints’ Messenger and Advocate” zapisał się na stałe w mormońskiej kulturze, w najrozmaitszych denominacjach przynależnych do ruchu świętych w dniach ostatnich. Nawiązywał doń swoją nazwą chociażby „Latter Day Saints’ Messenger and Advocate”, pismo wydawane w Pittsburghu przez Sidneya Rigdona. Było ono organem prasowym świętych w dniach ostatnich wspierających Rigdona jako prawowitego następcę Josepha Smitha. Gdy kościół przez nich założony przyjął nazwę Kościoła Chrystusa, pismo zmieniło tak swoją siedzibę (na Greencastle) jak i nazwę (na „Messenger and Advocate of the Church of Christ”).